# 曹洛禋
曹洛禋（1672年—？），字麟书，一作字鳞书，号复园。安徽当涂人。
康熙十一年（1672年）出生。雍正七年（1729年）举人，官至翰林院侍读学士。乾隆二十七年（1762年）尚在世，年九十餘歲。